# Расселл, Джон Льюис
Джон Льюис Расселл (англ. John Lewis Russell; 1808 — 1873) — американский миколог, бриолог и лихенолог.

## Биография
Джон Льюис Расселл родился 2 декабря 1808 года в городе Сейлем штата Массачусетс. Учился в Сейлеме, Ньюберипорте и Эмсбери. Затем поступил в Гарвардский университет. В 1828 году получил степень бакалавра искусств. В 1831 году он стал членом Садоводческого общества Массачусетса, был профессором ботаники и физиологии растений с 1833 года до своей смерти. В 1845 году Джон Расселл стал президентом Общества естественной истории округа Эссекс. 4 октября 1853 года Рассел женился на Ханне Бакминстер Рипли, затем вернулся в Сейлем. Расселл скончался 7 июня 1873 года в городе Сейлем после продолжительной болезни.

## Некоторые виды грибов, названные в честь Дж. Л. Расселла
- Boletus russellii Frost, 1878 [syn.  Boletellus russellii (Frost) E.-J.Gilbert, 1931]